# Roure blanc americà
El roure blanc americà (Quercus alba) és un tipus de roure que pertany a la família de les fagàcies (Fagaceae) i està dins de la secció dels roures blancs.

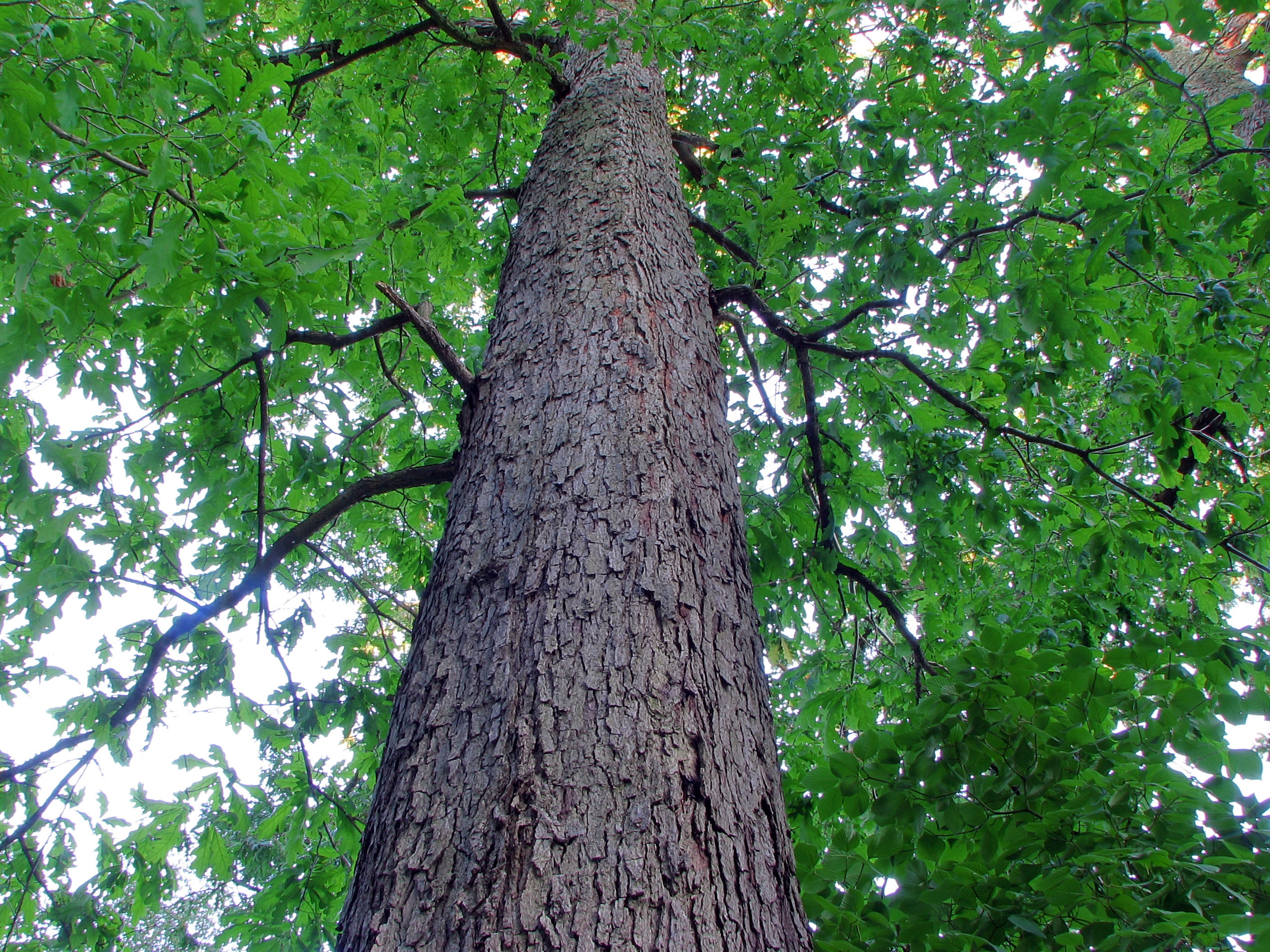
tronc i capçada

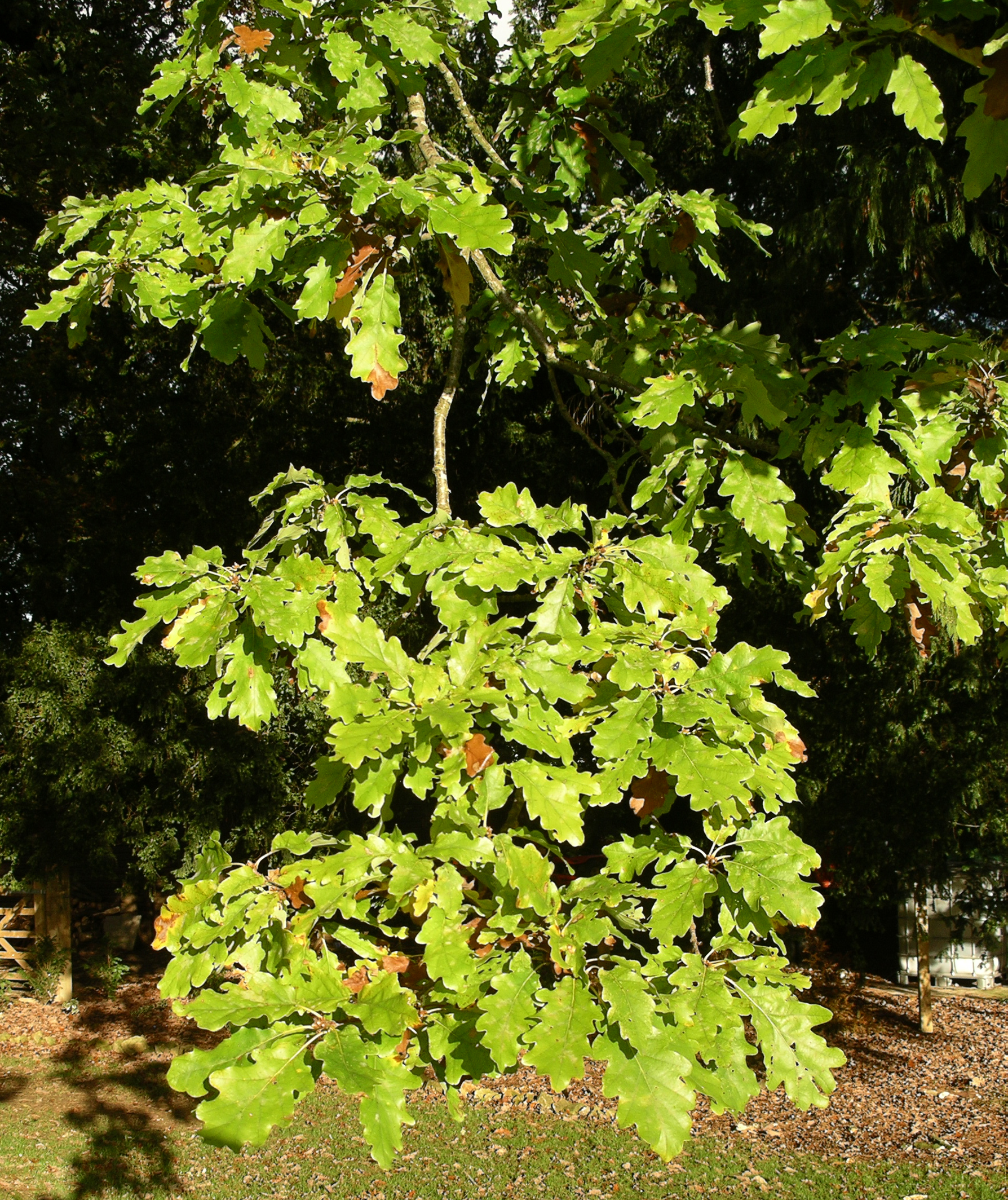
fulles

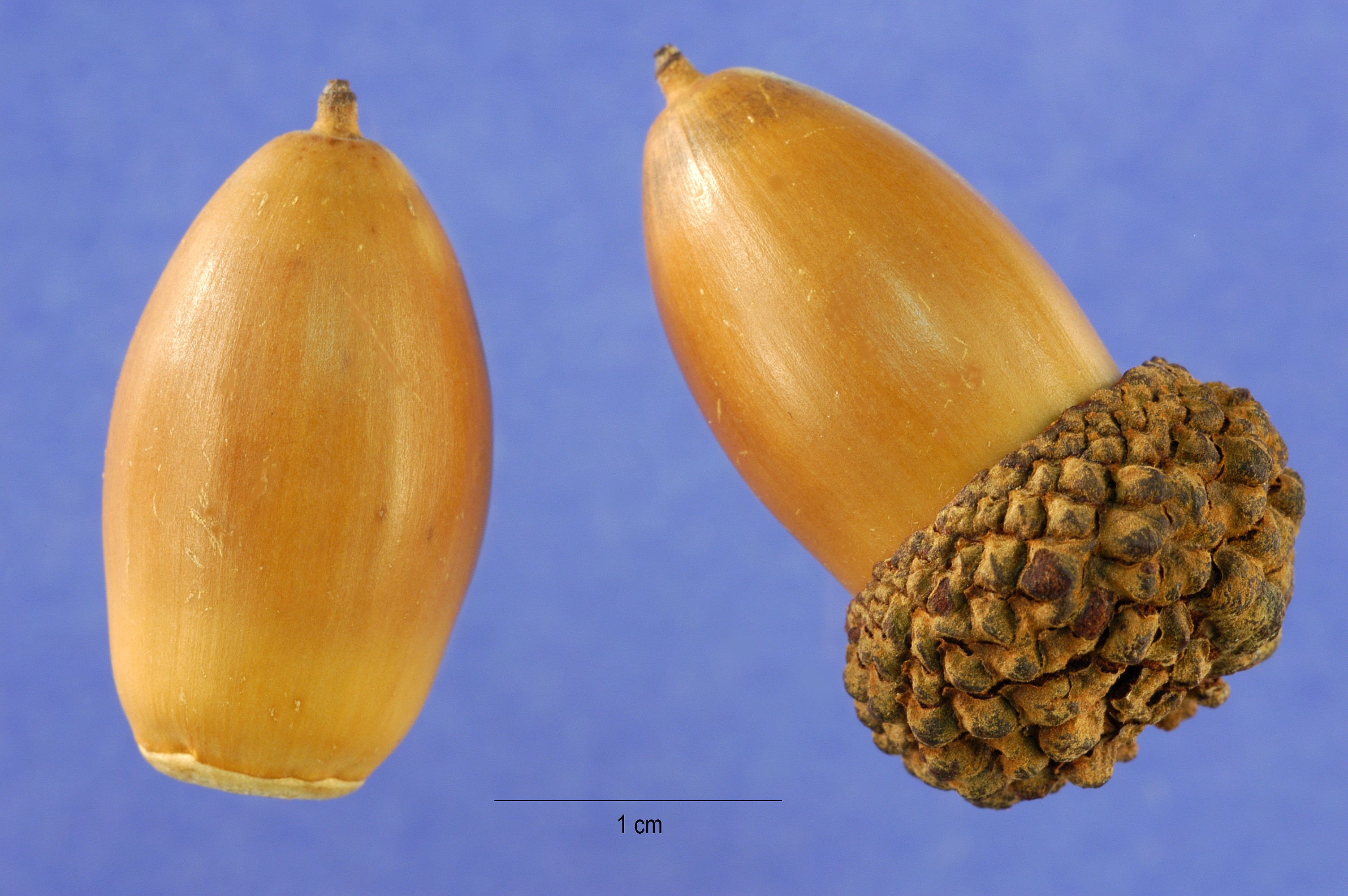
aglans

## Descripció
Arbre caducifoli que pot arribar als 40 m d'alçada, encara que rarament supera els 25 o 30 m. Acostuma a ser un arbre més ample que alt. Les seves branques inferiors són capaces d'arribar a una distància considerable amb un desenvolupament totalment horitzontal, paral·lel a la superfície del sòl.

El tronc i branques presenten una escorça grisa que varia en diverses tonalitats, amb petites fissures o escates. Les branques, en canvi, són d'un color verd brillant, amb tendència, més tard, al verd-vermellós, i, finalment, al gris clar.

Les fulles, alternes, de 5 a 9 cm de llarg i de 2,75 a 4,5 cm d'ample, són lobulades (de set a nou lòbuls). Els pecíols són curts i les fulles s'agrupen en penjolls a prop dels extrems. Les fulles no tenen d'una majoria de truges en els seus lòbuls, que solen ser arrodonits. Aquests arbres ofereixen un espectacle cromàtic tant a la primavera com a la tardor. En brotar a la primavera, les fulles presenten un rosa platejat que després passen a un verd pàl·lid, mentre que a la tardor esdevenen vermelles i marrons, que resten a l'arbre molta part de l'hivern fins a la seva caiguda definitiva quasi a la primavera.
Tenen els estils curts.
Les flors són de color groc brillant el seu calze i vermellós els estigmes. Les glans maduren en 6 mesos i tenen un sabor dolç i lleugerament amarg, l'interior de la gla té pèl i té com a fruit una gla.

## Distribució i hàbitat
És natiu de l'est d'Amèrica del Nord, des de l'oest del Quebec al sud de Minnesota i des de l'est i sud de la Florida del Nord al Texas Oriental. Pot arribar a viure fins als 600 anys.
Creix en diversitat de terrenys, preferint els terrenys baixos, secs o humits, encara que s'ha trobat fins als 1600 metres d'altitud a les Muntanyes Apalatxes.

## Usos
Proporciona una de les fustes americanes més interessants, per les seves múltiples aplicacions per la seva duresa, resistència i durabilitat, especialment en la fàbrica de mobles, construcció naval i ferrocarrils. Les seves aglans són comestibles.

## Taxonomia
Quercus alba va ser descrita per Carl von Linné i publicat a Species Plantarum 2: 996. 1753.
Etimologia
Quercus: nom genèric del llatí que designava igualment al roure i a l'alzina.
alba: epítet llatí que significa "blanc".
Sinonímia
- Quercus alba var. heterophylla Ettingsh. & Krašan in Denkschr. Akad. Wiss. Wien, Math.-Naturwiss. Kl. 56: 63 (1889)
- Quercus alba f. latiloba (Sarg.) E.J.Palmer & Steyerm. in Ann. Missouri Bot. Gard. 22: 517 (1935)
- Quercus alba var. latiloba Sarg. in Bot. Gaz. 65: 435 (1918)
- Quercus alba var. longigemma Trel. in Mem. Natl. Acad. Sci. 20: 103 (1924)
- Quercus alba var. microcarpa A.DC. in A.P.de Candolle, Prodr. 16(2): 22 (1864)
- Quercus alba f. pinnatifida (Michx.) Rehder in Bibliogr. Cult. Trees: 132 (1949)
- Quercus alba var. pinnatifida Michx. in Fl. Bor.-Amer. 2: 195 (1803)
- Quercus alba f. repanda (Michx.) Trel. in Mem. Natl. Acad. Sci. 20: 102 (1924)
- Quercus alba var. repanda Michx. in Fl. Bor.-Amer. 2: 195 (1803)
- Quercus alba var. ryderi Trel. in Mem. Natl. Acad. Sci. 20: 102 (1924)
- Quercus alba var. subcaerulea Pickens & M.Pickens in Castanea 25: 125 (1960)
- Quercus alba var. subflavea Pickens & M.Pickens in Castanea 25: 125 (1960)
- Quercus alba f. sublyrata Trel. in Mem. Natl. Acad. Sci. 20: 103 (1925)
- Quercus alba f. viridis Trel. in Mem. Natl. Acad. Sci. 20: 103 (1924)
- Quercus candida Steud. in Nomencl. Bot., ed. 2, 2: 426 (1841)
- Quercus nigrescens Raf. in Alsogr. Amer.: 19 (1838)
- Quercus ramosa Dippel in Handb. Laubholzk. 2: 75, 585 (1891)
- Quercus repanda (Michx.) Raf. in Alsogr. Amer.: 19 (1838), nom. illeg.
- Quercus retusa Raf. in Alsogr. Amer.: 22 (1838)[4]